# 칠십이후
칠십이후(七十二候) 또는 칠십이절후(七十二節候)는 고대 중국에서 고안된 계절을 나타내는 방식 중 하나이다. 이십사절기(二十四節氣)를 약 5일씩 3개로 나누었다.
각 칠십이후의 명칭은 기상(氣象)의 움직임과 동식물의 변화를 알리는 단문으로 되어 있다. 그 중에는 「雉入大水爲蜃」(꿩이 바다에 들어가 큰 참치가 된다)와 같은 실제로는 있을 수 없는 일도 포함되어 있다.
고대 중국의 것이 그대로 사용되고 있는 24절기에 비교해, 72후의 명칭은 여러 번 변경되고 있다. 일본에서도 에도시대에 들어가 시부카와 하루미 등 역학자(易學者)에 의해 일본의 기후풍토(氣候風土)에 맞게 개정되어 「본조칠십이후」(本朝七十二候)가 만들어졌다. 현재는 1874년(메이지 7년)의 「약본력(略本曆)」에 게재된 칠십이후가 주로 사용되고 있다. 하이쿠의 계어에는 중국의 칠십이후에 의한 것도 일부 남아 있다.

## 칠십이후 일람
| 이십사절기 二十四節氣 | 후 候 | 일본약본력(略本曆) | 일본약본력(略本曆)                      | 중국선명력(宣明曆)        | 중국선명력(宣明曆)                      |
| 이십사절기 二十四節氣 | 후 候 | 이름               | 의미                                    | 이름                      | 의미                                    |
| --------------------- | ----- | ------------------ | --------------------------------------- | ------------------------- | --------------------------------------- |
| 입춘 立春             | 初候  | 東風解凍 동풍해동  | 동풍이 두꺼운 얼음을 녹이기 시작        | 東風解凍 동풍해동         | 동풍이 두꺼운 얼음을 녹이기 시작        |
| 입춘 立春             | 次候  | 黃鶯睍睆 황앵현환  | 섬휘파람새가 산리에서 울기 시작         | 蟄蟲始振 칩충시진         | 겨울 바구니 벌레가 움직이기 시작한다    |
| 입춘 立春             | 末候  | 魚上冰 어상빙      | 깨진 얼음 사이에서 물고기가 튀어 나온다 | 魚陟負冰 어척부빙         | 깨진 얼음 사이에서 물고기가 튀어 나온다 |
| 우수 雨水             | 初候  | 土脈潤起 토맥윤기  | 비가 내리고 흙이 습기를 포함            | 獺祭魚 달제어             | 수달이 잡은 물고기를 나란히 먹는다      |
| 우수 雨水             | 次候  | 霞始靆 하시체      | 노을이 흔들리기 시작한다                | 鴻雁來 홍안래             | 참새가 날아오기 시작                    |
| 우수 雨水             | 末候  | 草木萌動 초목맹동  | 초목이 싹트기 시작                      | 草木萌動 초목맹동         | 초목이 싹트기 시작                      |
| 경칩 驚蟄             | 初候  | 蟄蟲啓戶 칩충계호  | 겨울 바구니 벌레가 나온다               | 桃始華 도시화             | 복숭아꽃이 피기 시작                    |
| 경칩 驚蟄             | 次候  | 桃始笑 도시소      | 복숭아꽃이 피기 시작                    | 倉庚鳴 창경명             | 꾀꼬리가 울리기 시작한다                |
| 경칩 驚蟄             | 末候  | 菜蟲化蝶 채충화접  | 애벌레가 우화하고 나비가 된다           | 鷹化爲鳩 응화위구         | 매가 비둘기로 모습을 바꾼다             |
| 춘분 春分             | 初候  | 雀始巢 작시소      | 참새가 둥지를 짓기 시작한다             | 玄鳥至 현조지             | 제비가 남쪽에서 온다                    |
| 춘분 春分             | 次候  | 櫻始開 앵시개      | 벚꽃이 피기 시작                        | 雷乃發聲 뢰내발성         | 멀리서 번개 소리가 나기 시작            |
| 춘분 春分             | 末候  | 雷乃發聲 뢰내발성  | 멀리서 번개 소리가 나기 시작            | 始雷 시뇌                 | 처음으로 번개가 친다                    |
| 청명 清明             | 初候  | 玄鳥至 현조지      | 제비가 남쪽에서 온다                    | 桐始華 동시화             | 오동나무 꽃이 피기 시작한다             |
| 청명 清明             | 次候  | 鴻雁北 홍안북      | 참새가 북쪽으로 건너가                  | 田鼠化爲鴽 전서화위여     | 애급쥐가 메추라기가 됨                  |
| 청명 清明             | 末候  | 虹始見 홍시견      | 비 후 무지개가 나오기 시작              | 虹始見 홍시견             | 비 후 무지개가 나오기 시작              |
| 곡우 穀雨             | 初候  | 葭始生 가시생      | 갈대가 새싹을 불기 시작                 | 萍始生 평시생             | 부유초가 싹트기 시작                    |
| 곡우 穀雨             | 次候  | 霜止出苗 상지출묘  | 서리가 끝나고 벼 모종이 성장            | 鳴鳩拂其羽 명구불기우     | 나루하토가 깃털을 지불                  |
| 곡우 穀雨             | 末候  | 牡丹華 모단화      | 모란 꽃이 피는                          | 戴勝降於桑 대승강어상     | 후투티가 뽕나무에 멈추고 누에를 낳는다  |
| 입하 立夏             | 初候  | 蛙始鳴 와시명      | 개구리가 울리기 시작                    | 螻蟈鳴 루국명             | 땅강아지가 울기 시작                    |
| 입하 立夏             | 次候  | 蚯蚓出 구인출      | 지렁이가 지상에 빠져 나간다             | 蚯蚓出 구인출             | 지렁이가 지상에 빠져 나간다.            |
| 입하 立夏             | 末候  | 竹笋生 죽순생      | 죽순이 자랍니다                         | 王瓜生 왕과생             | 왕과 열매가 살기 시작한다               |
| 소만 小滿             | 初候  | 蠶起食桑 잠기식상  | 누에가 뽕나무를 활발히 먹기 시작        | 苦菜秀 고채수             | 고채가 자주 덤불                        |
| 소만 小滿             | 次候  | 紅花榮 홍화영      | 홍화가 활발하게 피어                    | 靡草死 미초사             | 냉이 등 논에서 자라는 풀이 시들어       |
| 소만 小滿             | 末候  | 麥秋至 맥추지      | 밀이 익고 밀가을                        | 小暑至 소서지             | 드디어 더위가 더해지기 시작한다         |
| 망종 芒種             | 初候  | 螳螂生 당랑생      | 사마귀가 태어난다                       | 螳螂生 당랑생             | 사마귀가 태어난다                       |
| 망종 芒種             | 次候  | 腐草爲螢 부초위형  | 썩은 잔디가 찐 반딧불이                 | 鵙始鳴 결시명             | 때까치가 울리기 시작함                  |
| 망종 芒種             | 末候  | 梅子黃 매자황      | 매화 열매가 황반으로 익는다             | 反舌無聲 반설무성         | 반설조가 울리지 않게 된다               |
| 하지 夏至             | 初候  | 乃東枯 내동고      | 꿀풀가 시들어                           | 鹿角解 록각해             | 사슴이 뿔을 떨어뜨린다                  |
| 하지 夏至             | 次候  | 菖蒲華 창포화      | 창포의 꽃이 피는                        | 蜩始鳴 조시명             | 매미가 울리기 시작함                    |
| 하지 夏至             | 末候  | 半夏生 반하생      | 반하가 자란다                           | 半夏生 반하생             | 반하가 자란다                           |
| 소서 小暑             | 初候  | 溫風至 온풍지      | 따뜻한 바람이 불어온다                  | 溫風至 온풍지             | 따뜻한 바람이 불어온다                  |
| 소서 小暑             | 次候  | 蓮始開 연시개      | 연꽃이 열리기 시작                      | 蟋蟀居壁 실솔거벽         | 귀뚜라미가 벽에 울린다                  |
| 소서 小暑             | 末候  | 鷹乃學習 응내학습  | 수리매는 나는 법을 배운다               | 鷹乃學習 응내학습         | 수리매는 나는 법을 배운다               |
| 대서 大暑             | 初候  | 桐始結花 동시결화  | 오동나무 꽃이 내년에 싹을 얹는다        | 腐草爲螢 부초위형         | 썩은 잔디가 찐 반딧불이                 |
| 대서 大暑             | 次候  | 土潤溽暑 토윤욕서  | 흙이 젖고 덥다                          | 土潤溽暑 토윤욕서         | 흙이 젖고 덥다                          |
| 대서 大暑             | 末候  | 大雨時行 대우시행  | 때때로 폭우가 내린다                    | 大雨時行 대우시행         | 때때로 폭우가 내린다                    |
| 입추 立秋             | 初候  | 涼風至 량풍지      | 시원한 바람이 서기 시작                 | 涼風至 량풍지             | 시원한 바람이 서기 시작                 |
| 입추 立秋             | 次候  | 寒蟬鳴 한선명      | 저녁매미가 울기 시작한다                | 白露降 백로강             | 아침 이슬이 내리기 시작                 |
| 입추 立秋             | 末候  | 蒙霧升降 몽무승강  | 깊은 안개가 들어갈 수 있다              | 寒蟬鳴 한선명             | 저녁매미가 울기 시작한다                |
| 처서 處暑             | 初候  | 綿柎開 면부개      | 솜에 싸인 꽃받침이 열린다               | 鷹乃祭鳥 응내제조         | 매가 잡은 새를 나란히 먹는다            |
| 처서 處暑             | 次候  | 天地始肅 천지시숙  | 드디어 더위가 진정                      | 天地始肅 천지시숙         | 드디어 더위가 진정                      |
| 처서 處暑             | 末候  | 禾乃登 화내등      | 열매를 맺는 쌀                          | 禾乃登 화내등             | 열매를 맺는 쌀                          |
| 백로 白露             | 初候  | 草露白 초로백      | 잔디에 내린 이슬이 하얗게 빛난다        | 鴻雁來 홍안래             | 참새가 날아오기 시작                    |
| 백로 白露             | 次候  | 鶺鴒鳴 척령명      | 할미새가 울리기 시작                    | 玄鳥歸 현조귀             | 제비가 남쪽으로 돌아간다                |
| 백로 白露             | 末候  | 玄鳥去 현조거      | 제비가 남쪽으로 돌아간다                | 羣鳥養羞 군조양수         | 많은 새들이 음식을 저장                 |
| 추분 秋分             | 初候  | 雷乃收聲 뢰내수성  | 번개가 울리지 않는다                    | 雷乃收聲 뢰내수성         | 번개가 울리지 않는다                    |
| 추분 秋分             | 次候  | 蟄蟲壞戶 칩충괴호  | 벌레가 땅에 파는 구멍을 막는다          | 蟄蟲壞戶 칩충괴호         | 벌레가 땅에 파는 구멍을 막는다          |
| 추분 秋分             | 末候  | 水始涸 수시후      | 들판의 물이 마르기 시작했다             | 水始涸                    | 들판의 물이 마르기 시작했다             |
| 한로 寒露             | 初候  | 鴻雁來 홍안래      | 참새가 날아오기 시작                    | 鴻雁來賓 홍안래빈         | 참새가 다수 날아와 손님이 된다          |
| 한로 寒露             | 次候  | 菊花開 국화개      | 국화꽃이 피는                           | 雀入大水爲蛤 작입대수위합 | 참새가 바다에 들어가 대합이 된다        |
| 한로 寒露             | 末候  | 蟋蟀在戶 실솔재호  | 귀뚜라미가 문 근처에서 울린다           | 菊有黃華 국유황화         | 국화꽃이 피어난다                       |

## 같이 보기
- 기후
  - 기후변화
  - 기상이변 (또는 이상기후)
  - 지구온난화
  - 북극진동
  - 남방진동
  - 엘니뇨, 라니냐
- 날씨
  - 일기예보
  - 기상학
- 계절 (기상학적 계절 구분. 대한민국 기상청 기준)
  - 우리나라 109년 기후변화 분석보고서 (2021년 4월 30일)  11쪽, 14쪽, 43쪽 참고 (기상청 기후정보포털 → 열린마당 → 발간물 → 기후변화 시나리오)
  - 관측자료 (기상청 기후정보포털 → 국가 기후변화 표준 시나리오 → 과거 기후변화 → 관측자료 → 기타분석 → 계절길이)
  - 계절길이 (기상청 기후정보포털 → 기후변화 영향정보 → 기상·기후부문 → 계절길이)
  - 과거관측 일별자료 (기상청 날씨누리 → 관측·기후 → 육상 → 과거관측 → 일별자료 (과거자료. 1960년부터 자료가 있음))
  - 봄 : 9일 동안 일 평균기온이 5°C 이상 올라간 후, 다시 떨어지지 않을 때, 그 첫번째 날이 봄의 시작일 (하루 평균기온이 5°C~20°C인 경우)
  - 여름 : 9일 동안 일 평균기온이 20°C 이상 올라간 후, 다시 떨어지지 않을 때, 그 첫번째 날이 여름의 시작일 (하루 평균기온이 20°C 이상인 경우)
  - 가을 : 9일 동안 일 평균기온이 20°C 미만 내려간 후, 다시 올라가지 않을 때, 그 첫번째 날이 가을의 시작일 (하루 평균기온이 5°C~20°C인 경우)
  - 겨울 : 9일 동안 일 평균기온이 5°C 미만 내려간 후, 다시 올라가지 않을 때, 그 첫번째 날이 겨울의 시작일 (하루 평균기온이 5°C 미만인 경우)